# 夏莫澤羅湖
夏莫澤羅湖是俄羅斯西北部的大型淡水湖，位於卡累利阿共和國內，處於首府彼得羅扎沃茨克和奧涅加湖以西70公里，長24.6公里、闊15.1公里，面積266平方公里，平均深度6.7米，最大深度24.5米，湖中80個島嶼總面積270平方公里，在每年10月至12月結冰，直至翌年4月至5月。